# Töllsjö socken
Töllsjö socken i Västergötland ingick i Bollebygds härad, ingår sedan 1995 i Bollebygds kommun och motsvarar från 2016 Töllsjö distrikt.
Socknens areal är 108,34 kvadratkilometer varav 104,78 land. År 2000 fanns här 1 162 invånare.  Tätorten Töllsjö med sockenkyrkan Töllsjö kyrka ligger i socknen.   

## Administrativ historik
Socknen har medeltida ursprung.
Vid kommunreformen 1862 övergick socknens ansvar för de kyrkliga frågorna till Töllsjö församling och för de borgerliga frågorna bildades Töllsjö landskommun. Landskommunen uppgick 1952 i Bollebygds landskommun som 1974 uppgick i Borås kommun ur vilken 1995 denna del utbröts som en del av en nybildad Bollebygds kommun.
1 januari 2016 inrättades distriktet Töllsjö, med samma omfattning som församlingen hade 1999/2000.
Socknen har tillhört län, fögderier, tingslag och domsagor enligt vad som beskrivs i artikeln Bollebygds härad. De indelta soldaterna tillhörde Älvsborgs regemente, Marks kompani.

## Geografi
Töllsjö socken ligger nordväst om Borås kring Nolån och Töllsjö. Socknen har odlingsbygd i ådalen och vid sjön och är i övrigt en höglänt skogsbygd med myrmarker.

## Fornlämningar
Boplatser från stenåldern är funna. Från järnåldern finns en stensättning.

## Namnet
Namnet skrevs 1540 Tylsrid och kommer från kyrkbyn. Efterleden är ryd, 'röjning'. Förleden kan innehålla ett äldre namn på intilliggande Töllsjön med oviss tolkning.
Namnet skrevs till 1500-talet Tölsreds socken och före 2 februari 1902 Töllesjö socken.